# アザマト・ムカノフ
アザマト・ムカノフ（Azamat Mukanov、 1987年1月30日-) は、カザフスタン出身の柔道選手。階級は66kg級。

## 人物
2013年4月のアジア選手権66kg級で3位となった。8月の世界選手権では伏兵的存在ながら、初戦でロシアのアリム・ガダノフ、準々決勝で日本の福岡政章、準決勝でウクライナのゲオルグリー・ザンタラヤといった強豪選手を次々と破って決勝まで進んだ。日本の海老沼匡との決勝では指導1でリードすると、本来なら反則負けが適用されてもおかしくない立ち姿勢から体を捨てての脇固めを何度も繰り出して海老沼の左腕を負傷させるなど試合を優位に進めながらも、終盤に大内刈で一本負けを喫した。試合後のインタビューでムカノフは、「骨が折れたと思ったが攻めてきた。サムライだよ」と海老沼の戦いぶりを称えた。

## 主な戦績
- 2011年 - グランプリ・バクー　5位
- 2011年 - ワールドカップ・チェジュ　5位
- 2012年 - ワールドカップ・トビリシ　5位
- 2012年 - ワールドカップ・プラハ　3位
- 2013年 - グランドスラム・パリ　7位
- 2013年 - アジア選手権　3位
- 2013年 - 世界選手権　2位
- 2014年 - アジア大会　個人戦　3位　団体戦　2位
- 2016年 -　グランドスラム・バクー　2位
- 2016年 - グランプリ・タシュケント　2位

(出典、JudoInside.com)。　